# Hryszkiwci
Hryszkiwci (ukr. Гришківці) – osiedle typu miejskiego na Ukrainie w rejonie berdyczowskim obwodu żytomierskiego.
Przez pewien czas były główną rezydencją Michała Radziwiłła.